# Икишев, Сергей Михеевич
Сергей Михеевич (Михайлович) Икишев (1874 — ?) — русский офицер, герой Первой мировой войны, участник Белого движения на Юге России, первопоходник.

## Биография
Сын коллежского асессора.
Окончил 3-й Московский кадетский корпус (1892) и Александровское военное училище (1894), откуда выпущен был подпоручиком в 25-ю артиллерийскую бригаду. Произведен в поручики 19 июля 1898 года, в штабс-капитаны — 19 августа 1901 года.
29 марта 1902 года переведен в Финляндский артиллерийский полк, а 8 сентября 1904 года — в Финляндский стрелковый артиллерийский парк. Произведен в капитаны 5 февраля 1907 года. 11 апреля 1907 года переведен в Финляндский артиллерийский полк, 22 февраля 1908 года — в Выборгскую пешую батарею, а 29 июля 1910 года — во 2-й Финляндский стрелковый артиллерийский дивизион. В 1913 году окончил Офицерскую артиллерийскую школу.
С началом Первой мировой войны, 3 августа 1914 года назначен командующим 6-й батареей 22-й артиллерийской бригады, а 31 августа произведен в подполковники на вакансию, с утверждением в должности. Был удостоен ордена Святого Георгия 4-й степени
За то, что в боях 6 ноября 1914 г. обнаружил неприятельскую батарею, поражавшую 93-й пех. Иркутский полк, и приняв на себя ее огонь, в несколько минут удачных действий привел ее к окончательному молчанию, а в бою 7 ноября 1914 г., будучи со своей батареей под сосредоточенным огнем нескольких батарей противника, успешной стрельбой своей батареи потушил огонь этих батарей и, несмотря на сильные потери (25% номеров при орудиях), остановил на малом прицеле наступление пехотных цепей противника и принудил его к успешному отходу.
25 февраля 1917 года назначен командиром 1-го дивизиона 2-й особой артиллерийской бригады. 30 апреля 1917 года назначен в резерв чинов при штабе Петроградского военного округа, а 5 октября того же года — командующим 180-м отдельным артиллерийским дивизионом.
В декабре 1917 года вступил в Добровольческую армию. Туда же прибыл и его сын, юнкер Сергей Икишев, который был зачислен в Юнкерскую батарею и участвовал в рейде Чернецовского отряда, был ранен, а 21 января 1918 года — убит в бою у станицы Глубокой. Полковник Икишев участвовал в 1-м Кубанском походе в должности инспектора артиллерии Добровольческой армии, а с 12 февраля 1918 года — командира 1-го легкого артиллерийского дивизиона. Летом 1919 года — заместитель начальника 6-й пехотной (Сводно-гренадерской) дивизии, затем — командир Сводно-гренадерской артиллерийской бригады. С 15 апреля 1920 года был зачислен в резерв чинов при штабе Главнокомандующего ВСЮР. Затем в Русской армии до эвакуации Крыма. Был произведен в генерал-майоры. Галлиполиец.
В апреле 1922 года — в Болгарии, осенью 1925 года — в составе Алексеевского артиллерийского дивизиона в Югославии. В эмиграции там же. Жил в Белграде, состоял членом Общества офицеров-артиллеристов. Умер не ранее 1925 года. Похоронен на Новом кладбище. Был вдовцом, имел трех дочерей.

## Награды
- Орден Святого Станислава 3-й ст. (ВП 6.12.1907)
- Орден Святой Анны 3-й ст. (ВП 6.12.1911)
- Орден Святого Георгия 4-й ст. (ВП 11.03.1915)
- Орден Святой Анны 2-й ст. с мечами (ВП 2.09.1916)
- Орден Святого Станислава 2-й ст. с мечами (ВП 10.11.1916)
- Орден Святого Владимира 4-й ст. с мечами и бантом (ВП 5.01.1917)
- мечи и бант к ордену Св. Анны 3-й ст. (ПАФ 28.05.1917)
- старшинство в чине подполковника с 31 августа 1912 года (ВП 18.12.1916)